# Metadate
Metadatele ( sau metainformații) sunt în general „date despre date”, sau altfel spus, date care descriu alte date , de orice fel și de orice tip. În engleză termenul e numit metadata (la plural). Ca exemple, un element metadată poate descrie:
- o dată individulă;
- un element de conținut;
- o colecție de date, incluzând unul sau mai multe elemente de conținut și de niveluri ierarhice;
- o așa-numită schemă de baze de date.
- Metadate sunt și informația care se inserează într-un fișier HTML pentru a suplimenta informațiile despre conținutul și scopurile unei anumite pagini web sau unui anumit site web. În mod normal metadatele nu sunt afișate de către browser. Ele pot însă fi citite și folosite de către roboții Internet și de motoarele de căutare.
- În domeniul computerelor, sunt metadate datele care descriu sau oferă detalii despre un fișier de date, cum ar fi documente cu text, fotografii digitale, piesele muzicale în format MP3 și multe altele. Metadatele respective (datele descriptive însele) pot indica: mărimea fișierului, data creării sale, data celei mai recente modificări, formatul fișierului, dimensiunile fotografiei digitale, durata piesei muzicale și nenumărate altele.